# Церква Покрови Пресвятої Богородиці (Бучач)
Церква Покрови Пресвятої Богородиці (Церква Святої Покрови, Покровська церква, повна назва — церква Святої Покрови опіки Матері Божої[джерело?]) — сакральна споруда, пам'ятка архітектури національного значення в Бучачі на вул. Галицькій, 23. Охоронний № 653 0. Діюча парафіяльна церква УГКЦ.

## Відомості

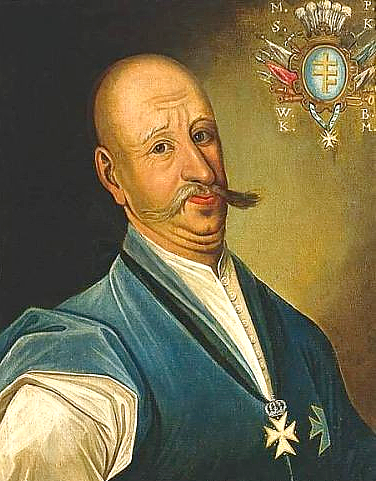
Портрет фундатора з церкви

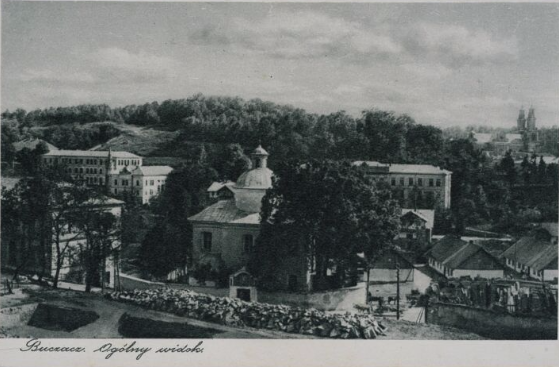
1930-ті роки

### Дата будівництва
Деякі дослідники стверджують, що зведена у 1755 р. Інші (Михайло Станкевич, Никола Андрусяк, Леся Чень, Надія Бабій, о. М. Пастух, Ігор Дуда) — датують храм 1764 роком. Пйотр Красний та деякі інші дослідники — 1765—1767 роками. Мечислав Ґембарович — близько 1767 року. Збігнев Горнунг датував час будівництва 1763—1767 роками, О. Бакович — що 1760 р. завершили будівництво.

### Автор проєкту
Збігнев Горнунг стверджував, що автором проєкту церкви Святої Покрови у Бучачі був Й. Шюльтцер (Шільцер) (німець, комендант Станіславської фортеці). З ним погоджуються Ян К. Островський, Михайло Станкевич (він також стверджував, що авторство проєкту приписують Меретину). Однак Віра Стецько вважала, що Шільцер тільки її проєктував. Святослав Гординський стверджував, що храм — твір Бернарда Меретина. Григорій Логвин стверджував, що з архітектурного погляду Покровська церква — рядовий твір Меретина.

### Історія
Побудовано її на колишньому передмісті біля місця, де стояла старенька церква, збудована після «турецьких воєн». Близько 1764 року Микола Василь Потоцький наказав її розібрати та вибудувати нову — кам'яну. Після його смерті представники бучацького кагалу вели судовий процес з парафіянами церкви через відібрання в них невеликої частини земельної ділянки під будівництво церкви.
За австрійських часів після смерті пароха Якова Борисикевича парафіян церкви разом з парафіянами церкви св. Михаїла прилучено під керівництво о. Луки Мостовського, по смерті якого 1798 року обидві парафії приєднані до парафії церкви святого Миколая.
Церква оточена кам'яним муром з двох сторін (давніше — повністю, його частину розібрали десь наприкінці 1950-х років). Стиль архітектури церкви нагадує пізнє бароко. У головному вівтарі є ікона («образ») св. Покрови в срібних ризах та позолоті. Вважається, що цю ікону привіз Микола Василь Потоцький з Молдавії.
За спогадами конюшого М. В. Потоцького Івана Ясколовського, під час наполеонівських війн влада Австрійської імперії забирала золоті та срібні речі з храмів. З церкви Покрови бучацький війт Чекановський хотів зняти з ікони Покрови срібні шати, але йому задерев'яніла рука. Те саме сталося з іншим чоловіком, який хотів це зробити. Більше спроб не було.
1815 року в церкву влучила блискавка, знищила оздоби головного вівтаря. 29 липня 1865 року під час великої пожежі в Бучачі майже все місто згоріло, в т. ч. й церква Святої Покрови. Її було швидко відновлено за сприяння тодішнього греко-католицького пароха Бучача о. Михаїла Куриловича). Під час Першої та Другої світових воєн церкву, зокрема, баню, пошкодили, (після ремонту йому надали іншої форми), згодом відбудували. Церква діяла до 1956 р., однак люди боялись відвідувати служби через можливість потрапити до лап карателів з НКВС, пізніше тут зробили склад РайСТ.
У 1960—1985 роках багато художніх цінностей з церкви потрапили до Тернопільського обласного краєзнавчого музею, дещо між людей. У 1980-х роках тут відкрили музей природи.
У 1989 році храм передали вірним УГКЦ, які розпочали відбудову пам'ятки. 11 червня 1989 року під час розкопування дзвонів із підвалів було викопано також рештки 151 (за іншими даними 148) осіб, (у тому числі багато дитячих) зі слідами насильства (зокрема, переломи кісток, щелеп тощо); також окремо лежали 12 черепів. Загиблі  — жертви НКВД. Після прохання провести експертизу приїжджий експерт з Тернополя зробив висновок, що … «слідів насильницької смерті не виявлено». 1 листопада 1990 року знайдені останки в 11 трунах після панахиди та траурної ходи містом за участи Єпископа Кир Павла Василика поховали біля церкви. За спогадами очевидців, після початку реконструкції території довкола храму у землі знаходили людські останки біля мурів, які розбирали.
1993 року Віра Стецько скульптури з церкви з дозволу Бучацької райради  перевезла до Тернопільського обласного краєзнавчого музею у фонд барокової скульптури, зібраної з понищених храмів Тернопільщини.
4 січня 2009 року Президент Віктор Ющенко під час відвідин міста й Бучаччини передав церкві Святої Покрови фрагмент іконостасу — дияконські двері, які, згідно укладеної угоди між парафією храму і Тернопільським обласним художнім музеєм, перебуватимуть тут до 31 грудня 2016 року. Однак парафіяни храму й бучачани наголошують, що жодних правових підстав (офіційних документів), які підтверджують законність вилучення предмету з храму, немає. Заодно виникає запитання: чи зобов'язані бучачани повертати цю річ?
На початку липня 2013 року відзначалось 250-річчя храму; різьбярем з Коломиї (за іншими даними — зі села Перерив) Володимиром Бобоничем виконано копію царських воріт, які тепер встановлені у храмі.
До 70-річчя депортації лемків-русинів та етнічних українців з території Польщі на територію УРСР у Бучачі відкрили пам'ятну дошку жертвам депортації 1944—1946 років, яку розмістили справа від входу до церкви. Ініціатор встановлення — голова районного районного відділення Всеукраїнського товариства «Лемківщина» Ніна Оленяк. Проєкт меморіальної дошки виготовив Роман Лесів.
Портрет фундатора, який знаходився справа при вході до церкви, перенесли до бучацького костелу.

## Опис
Зведена бездоганно, досить традиційно: притвор, нава, вівтар. Все прямокутне, з ледь заокругленими кутами, «обтічної» хрестоподібної форми, зв'язаної на висоті другого ярусу великим виносним карнизом. Є 2 прибудови: перед входом — паперть, ліворуч вівтаря — ризниця.
Композиція ззовні нагадує подільські дерев'яні храми, поєднані з пізньобароковими елементами (декорування фасаду «дзеркалами-образами», різьбленими кам'яними вазами). Оформлення інтер'єру схоже на костельне: на стінах немає розписів, немає звичного для православних храмів багатого іконостасу — його заміняє невисока, близько 170 см, перегородка з ажурно різьбленими царськими воротами). Є 3 вівтарі:
- головний — присвячений Богородиці; вміщено 2 змінні ікони — «Богородиця», «Покрова», 4 різьблені з дерева статуї святих; увінчує композиція «Сяйво» (центр — гругле вікно з вітражною вставкою у вигляді рівнораменного хреста в оточенні різноколірних кружалець, навколо понад 20 фігурок ангелів,
- лівий вівтар має ікону «Вознесіння Богородиці», 2 різьблені статуї,
- правий вівтар має ікону «Святий Миколай», 2 різьблені статуї.

Амвон (казальниця) прикрашений оригінальним символічним барельєфом — отарою беззахисних овець, до яких підкрадаються голодні вовки.
Шедеври церкви — низка барельєфів та антепендіїв («Благовіщення», «Подорож до Емаусу», «Відсічення голови Іоану Предтечі», «Ангел-хоронитель», «Миколай»), виконані невідомим майстром.

## Мистецька проблематика
Ян К. Островський називав невідомого майстра (автора низки барельєфів та антепендіїв («Благовіщення», «Подорож до Емаусу», «Відсічення голови Іоану Предтечі», «Ангел-хоронитель», «Миколай») «приятель Пінзеля», вважав, що він, правдоподібно, був його близьким співпрацівником, а його твори схожі на предмети з костелу Внебовзяття Пресвятої Діви Марії (Бучач), костелів Наварії, кармелітів (Перемишль), бернардинців (Дукля). Михайло Станкевич припускав, що це, можливо, Іван Георгій Пінзель Святослав Гординський вказував, що невідомо, чи Пінзель є автором скульптур («фігур») та антепендіїв у церкві. Збігнев Горнунг стверджував, що Франциск Оленський бл. 1775 року виконав скульптури святих Якима (виразно схожа на статую св. Петра з Національного музею в Львові) і Анни для головного вівтаря. Дмитро Крвавич стверджував, що автором чотирьох вівтарних статуй був Михайло Філевич. Також він погоджувався з атрибуцією, що автором іконостасу, його царських і дияконських врат був Ф. Олендзький. Причому дияконські врата — найбільш рання відома робота Оленського, яку він виконав за проєктом і під наглядом Пінзеля. Скульптура святого Якима (Йоахіма) з вівтаря Успенського костелу Бучача відрізняється від скульптури цього ж святого з вівтаря церкви Покрови багатшою пластикою.

## Парохи
- о. Яків Борисикевич, о. Йосиф Мороз, о. Роман Гриджук, о. Володимир Шафран, о. Олег Гронський

## Інтер'єр і скульптури

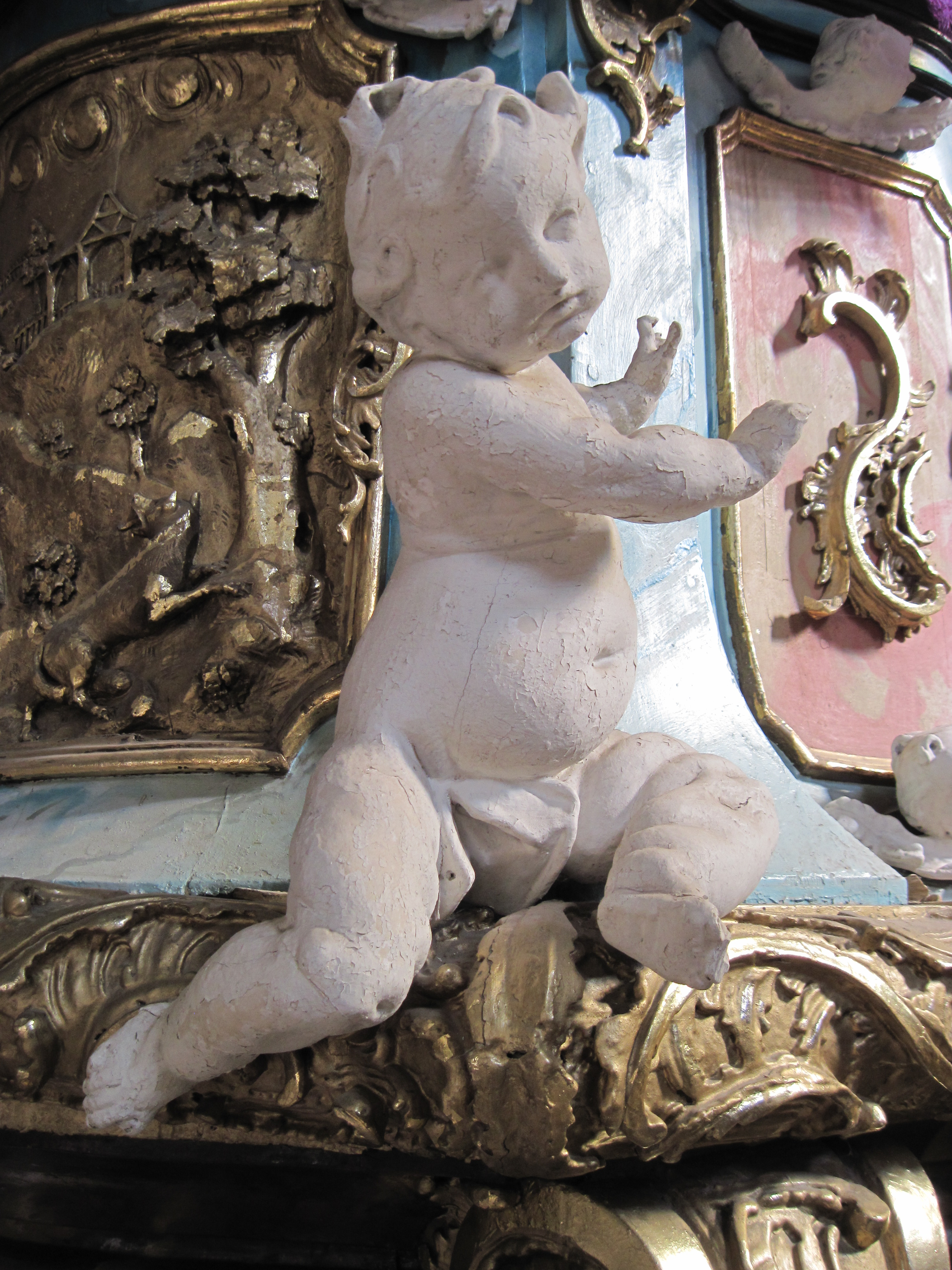
Фігура ангела
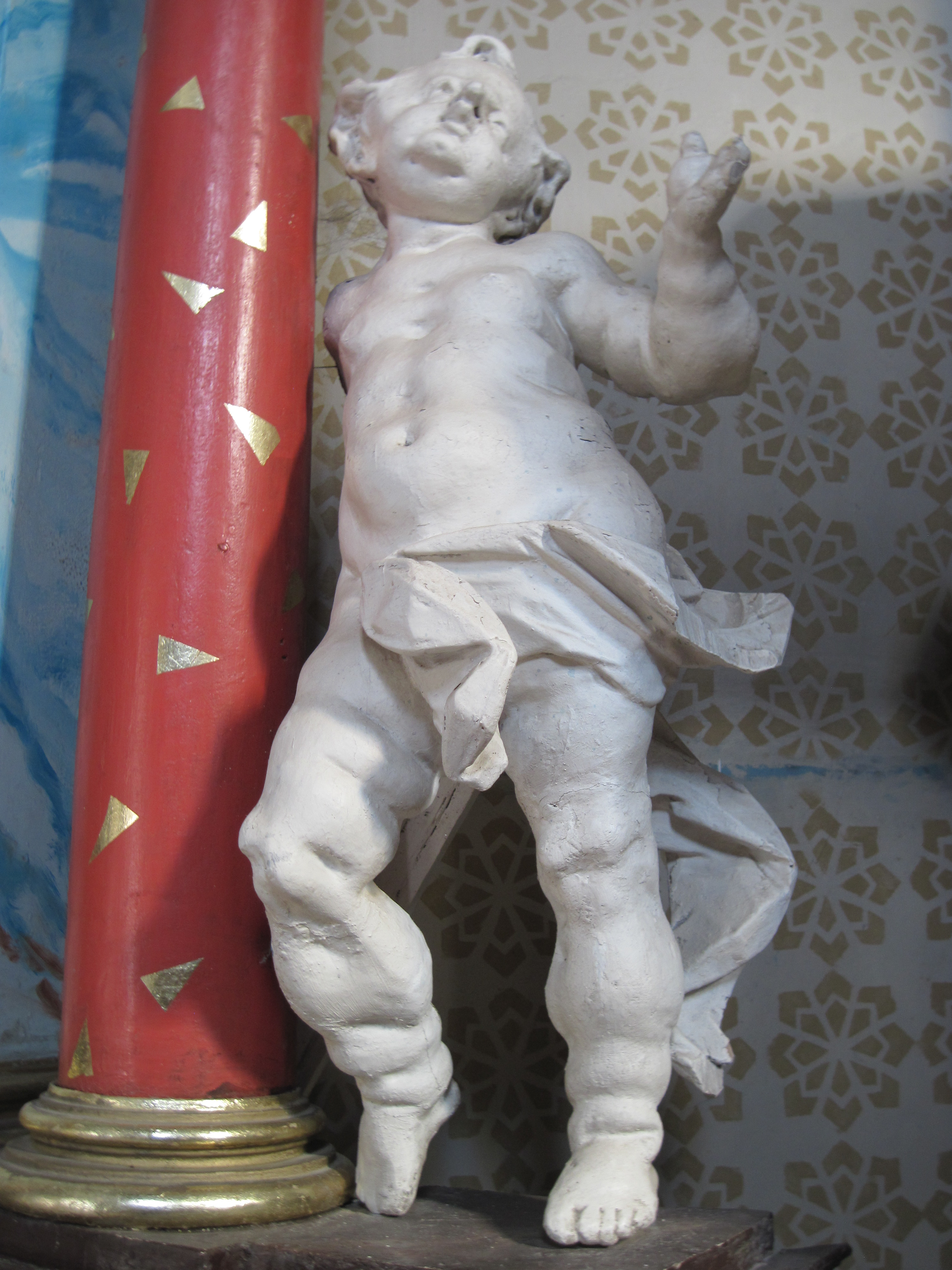
Фігура ангела
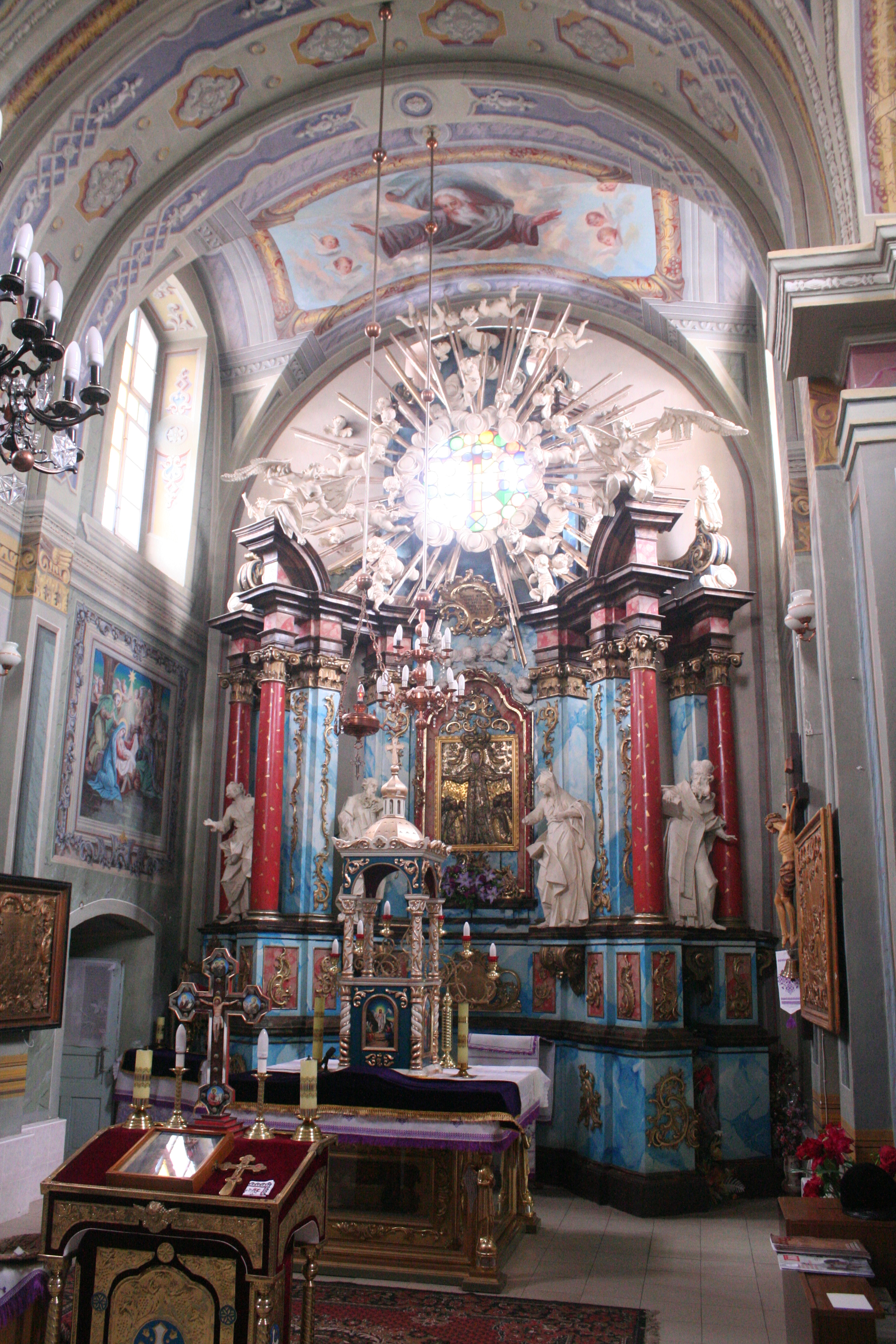
Іконостас, головний вітар
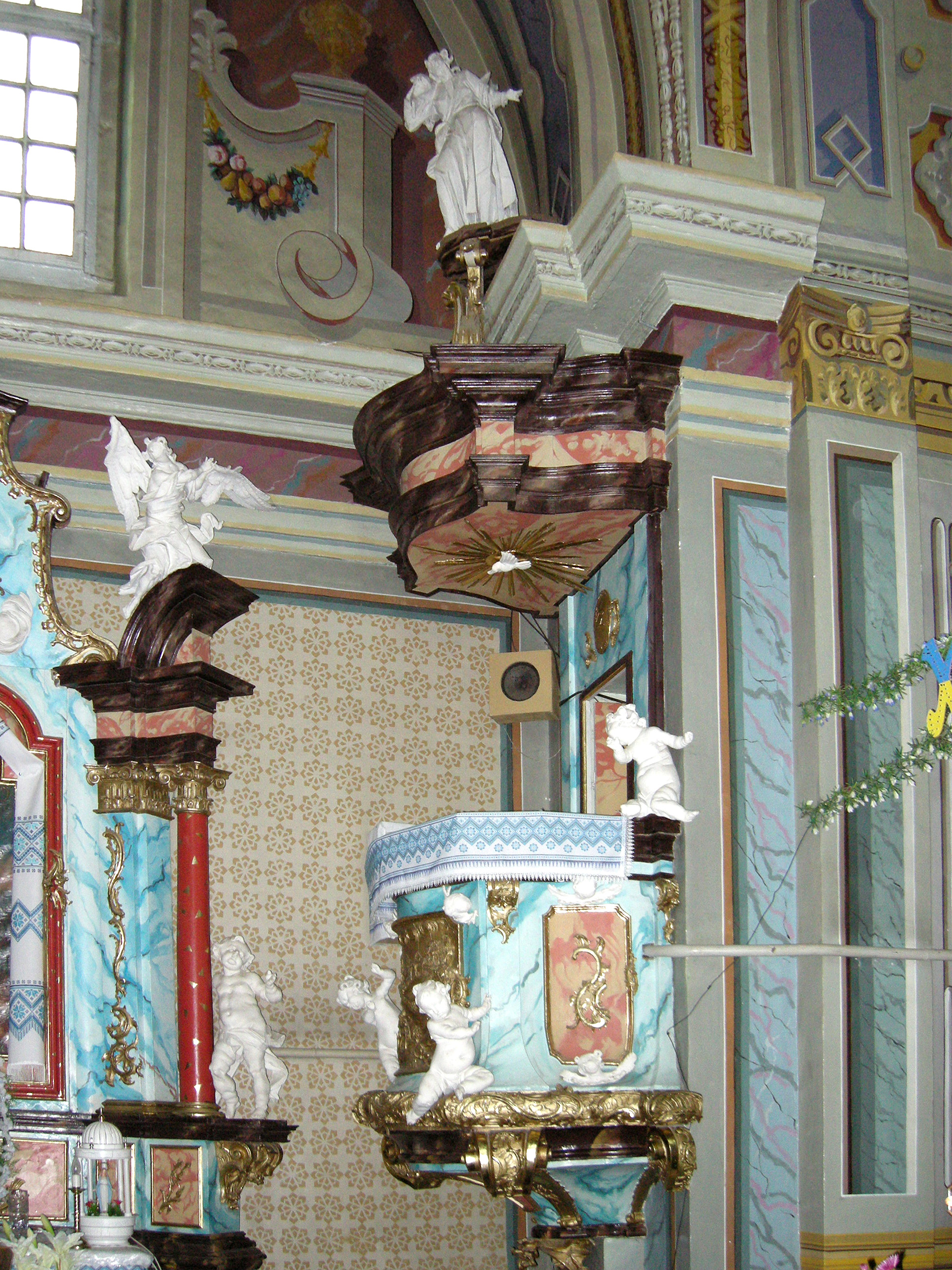
Казальниця
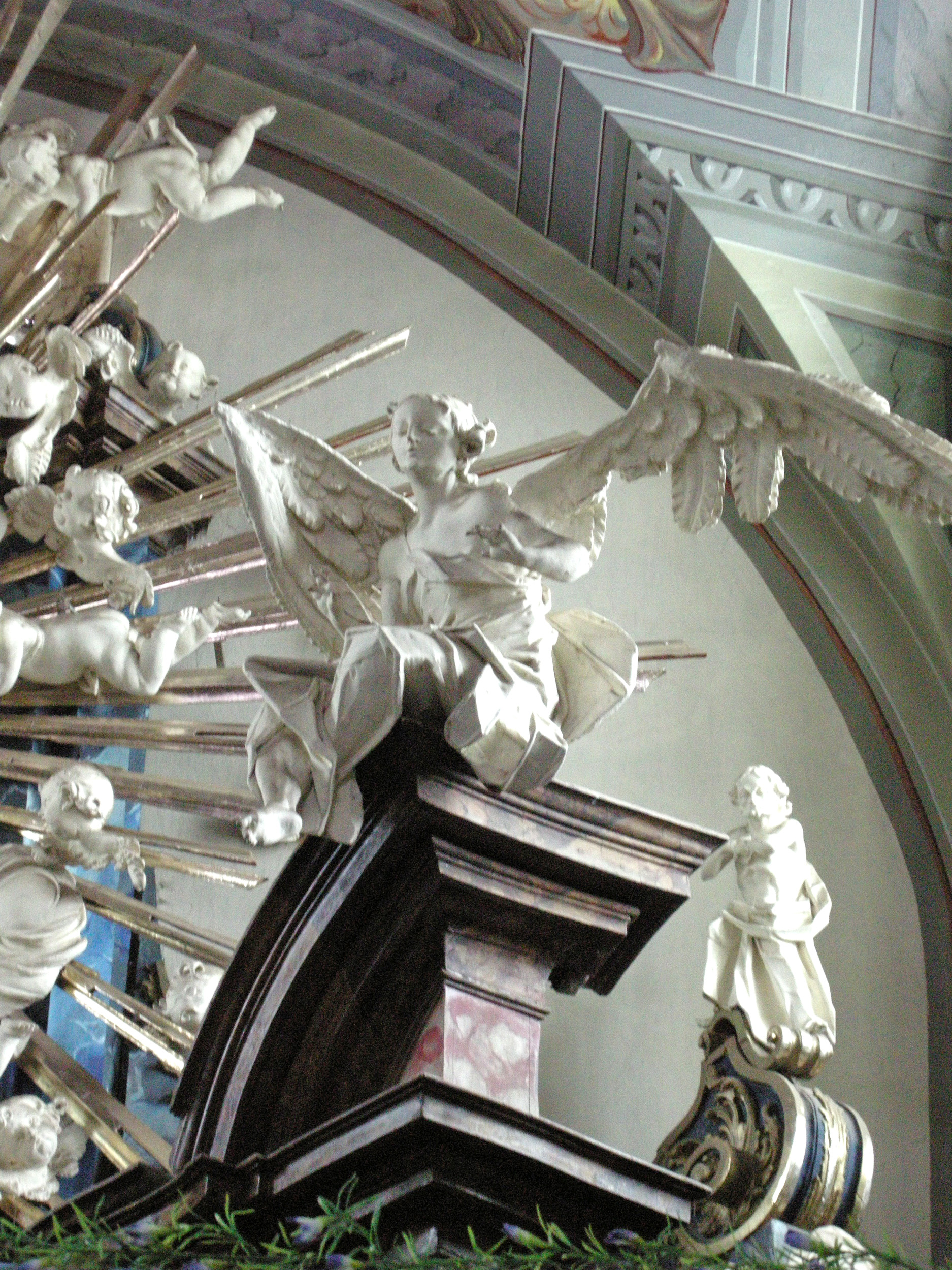
Скульптури у святилищі
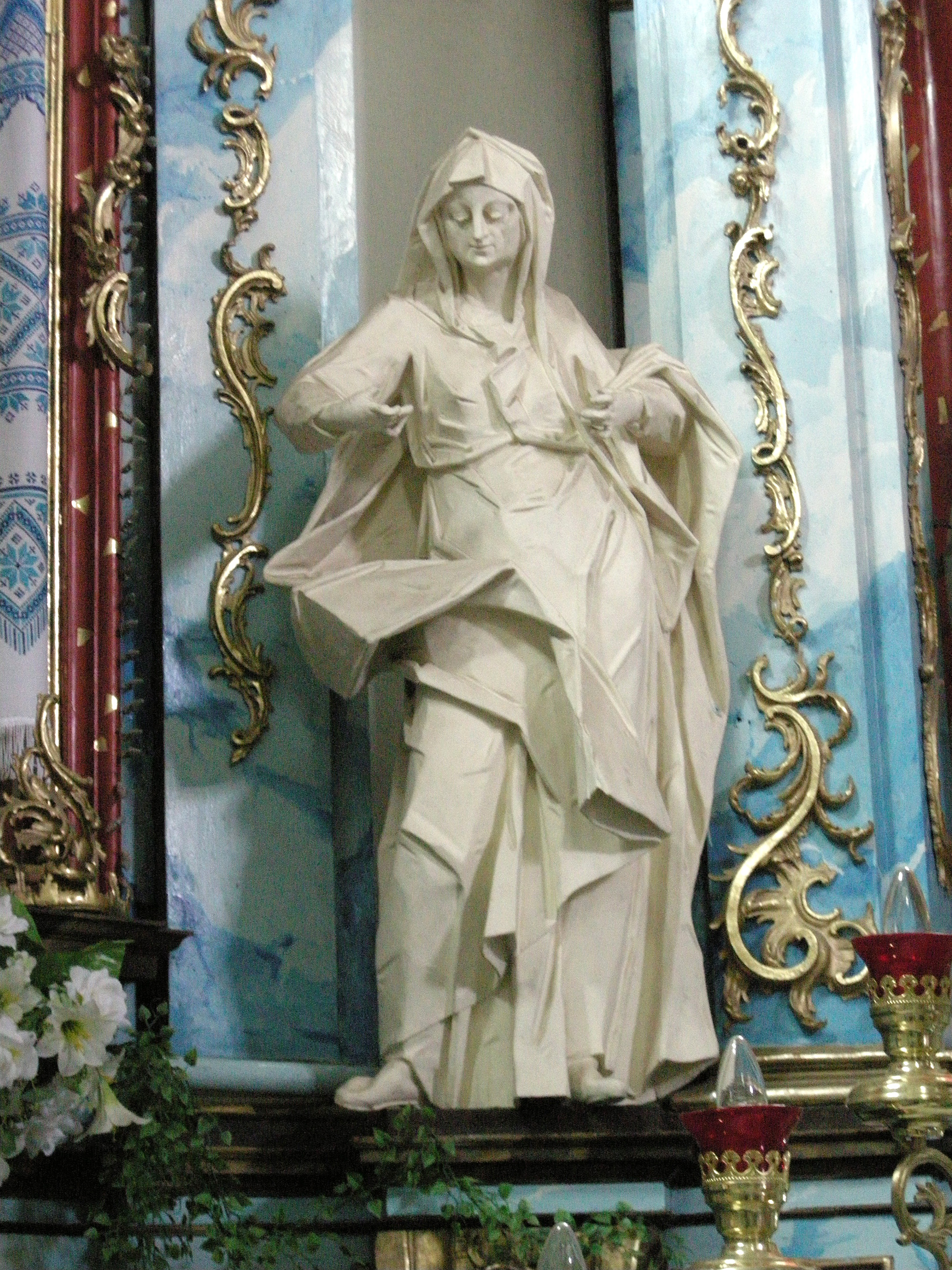
Скульптура св. Анни
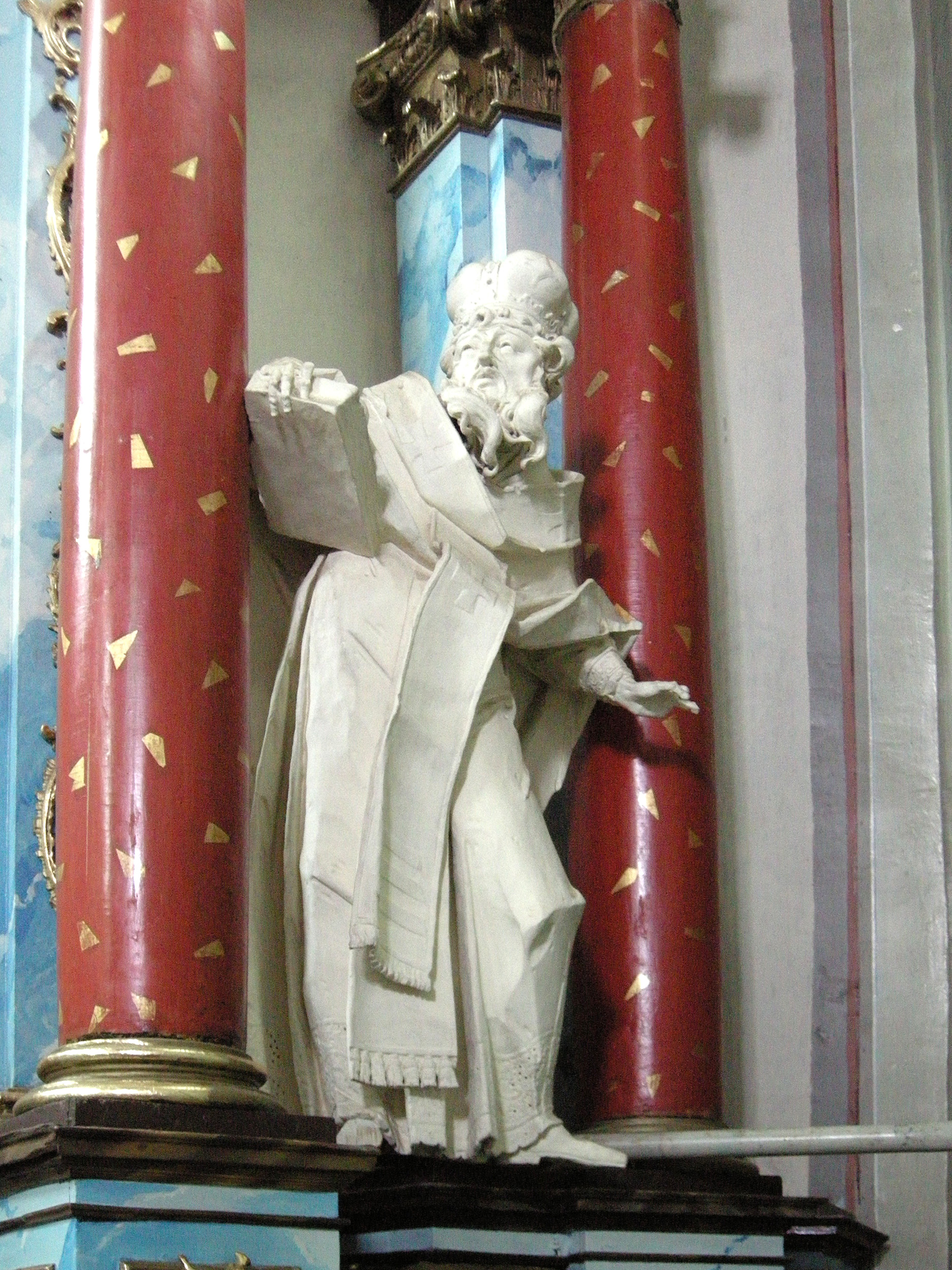
Скульптура св. Миколая
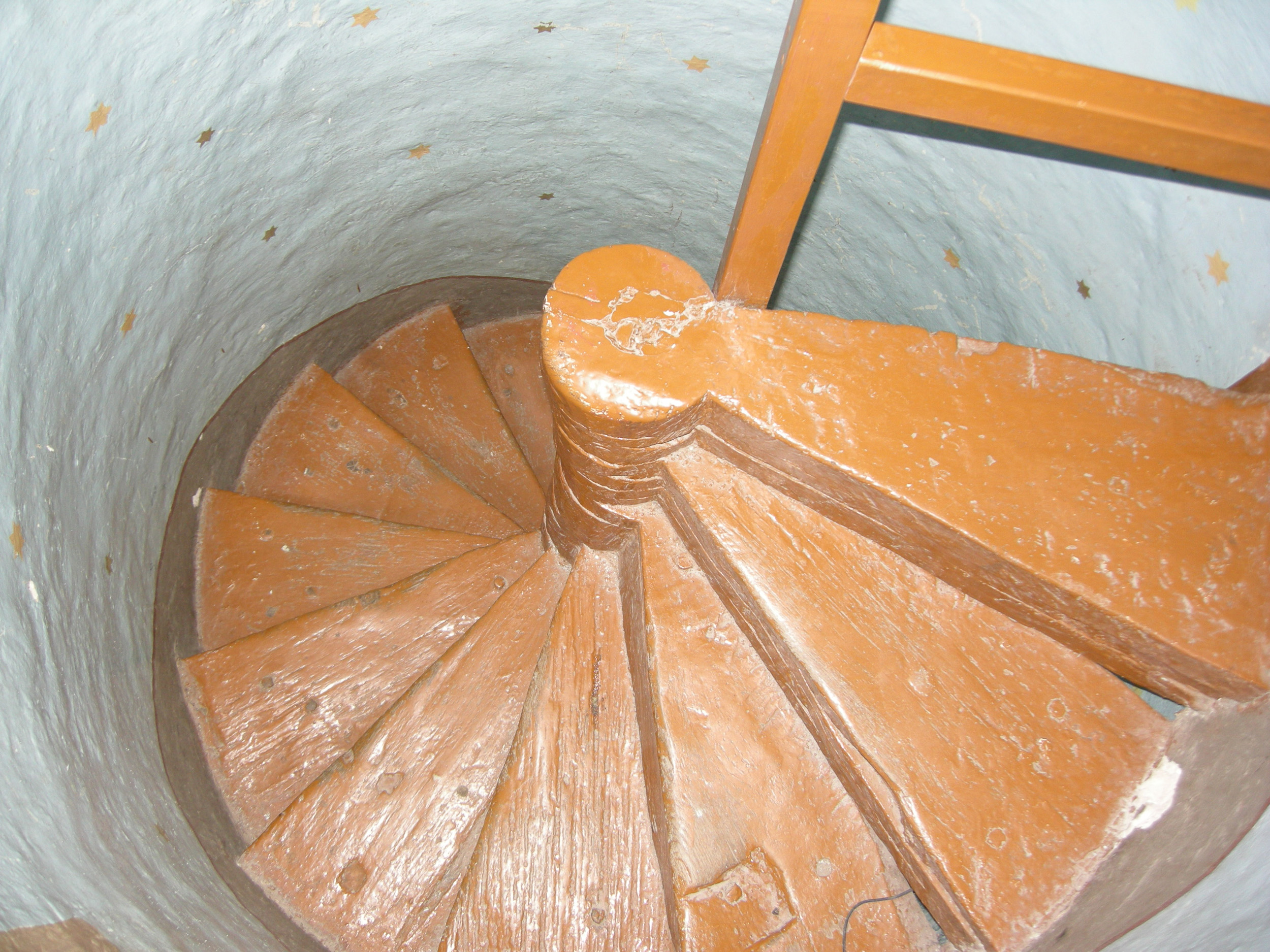
Сходи на хори

## Церква у плині літ

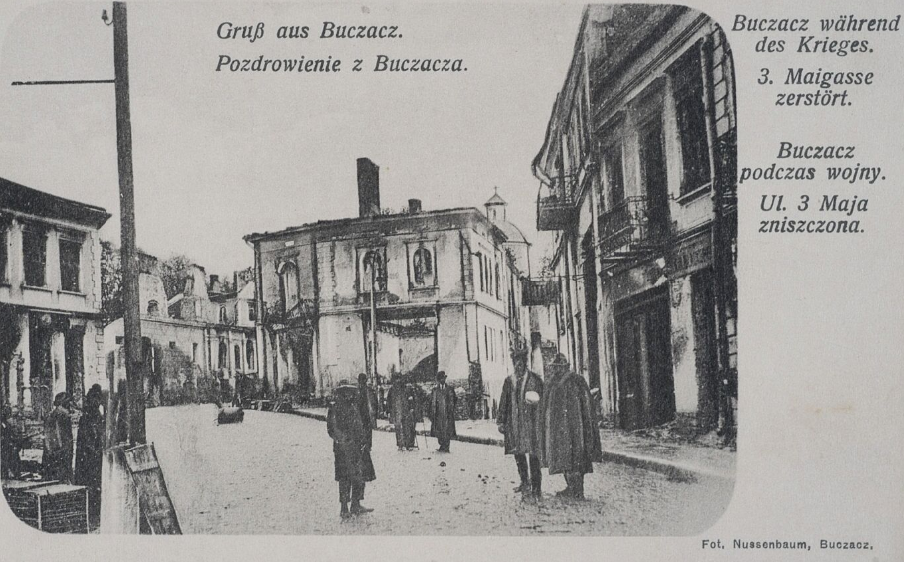
Площа перед церквою Покрови, між 1916—1939
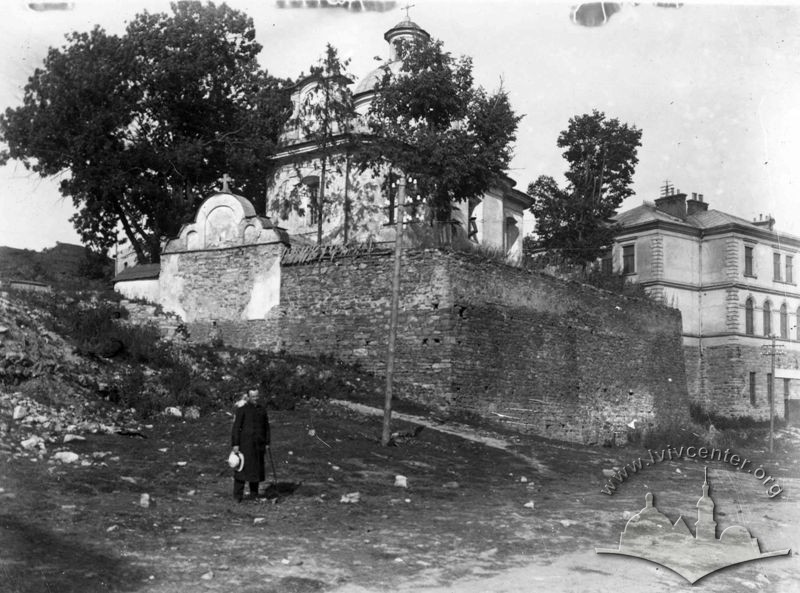
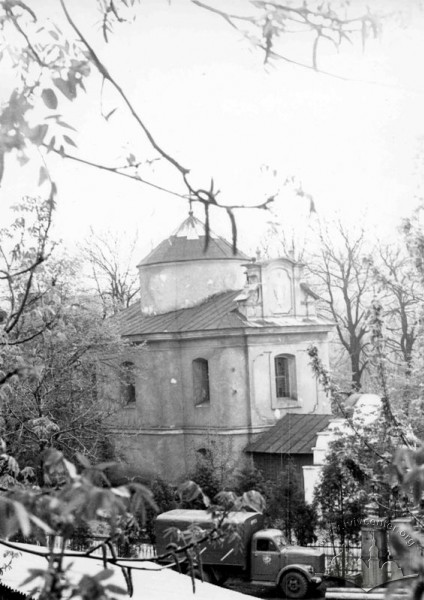
За ранніх совітів
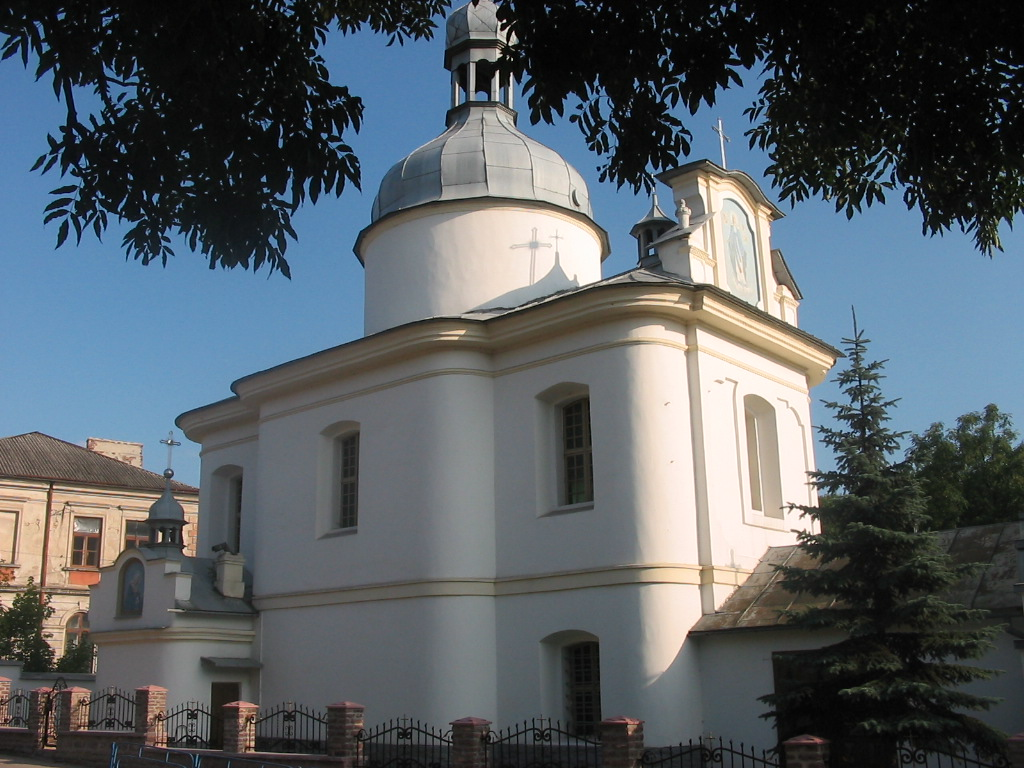
До 2004 р.
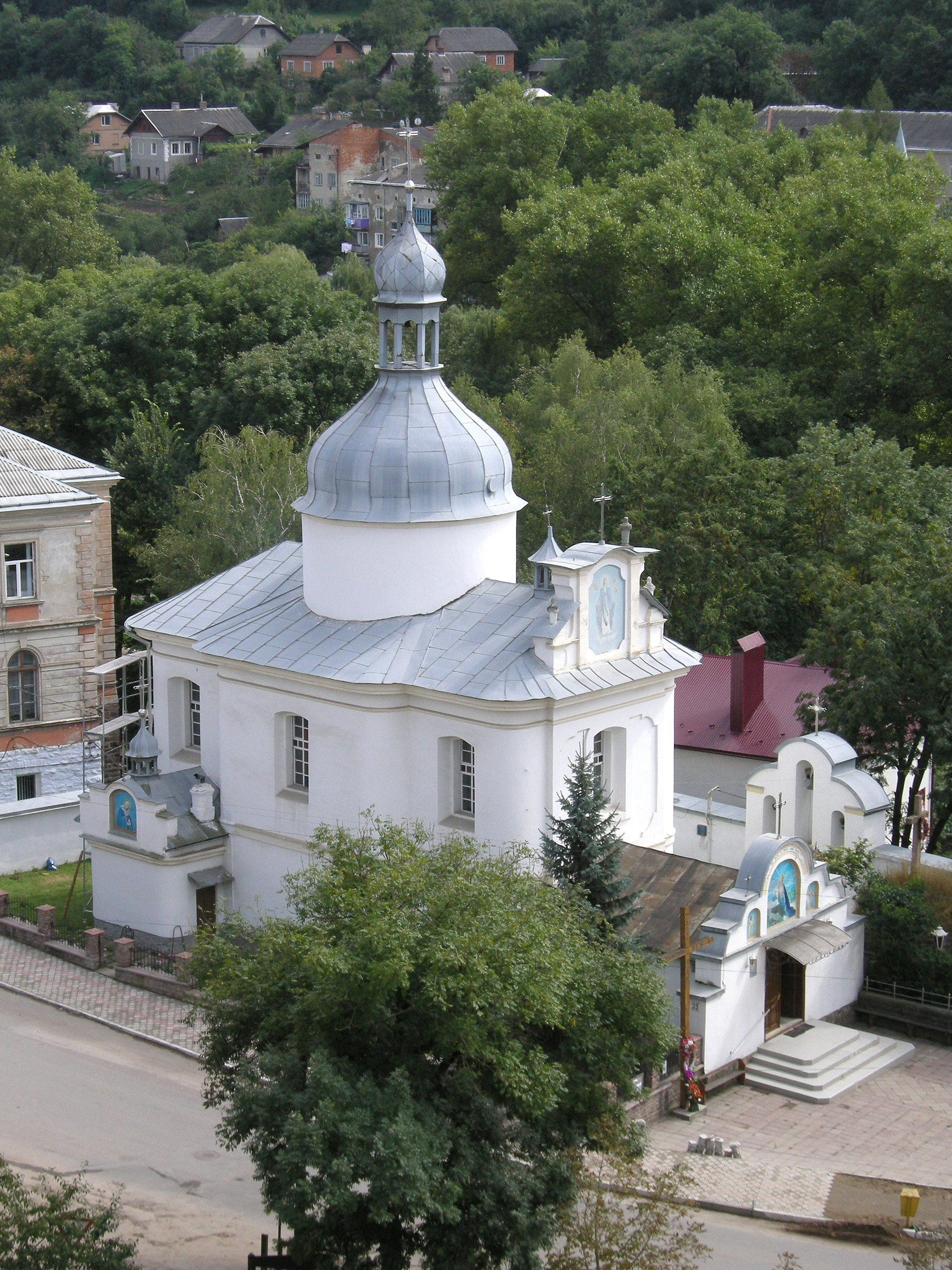
2010 р. Вигляд з висоти
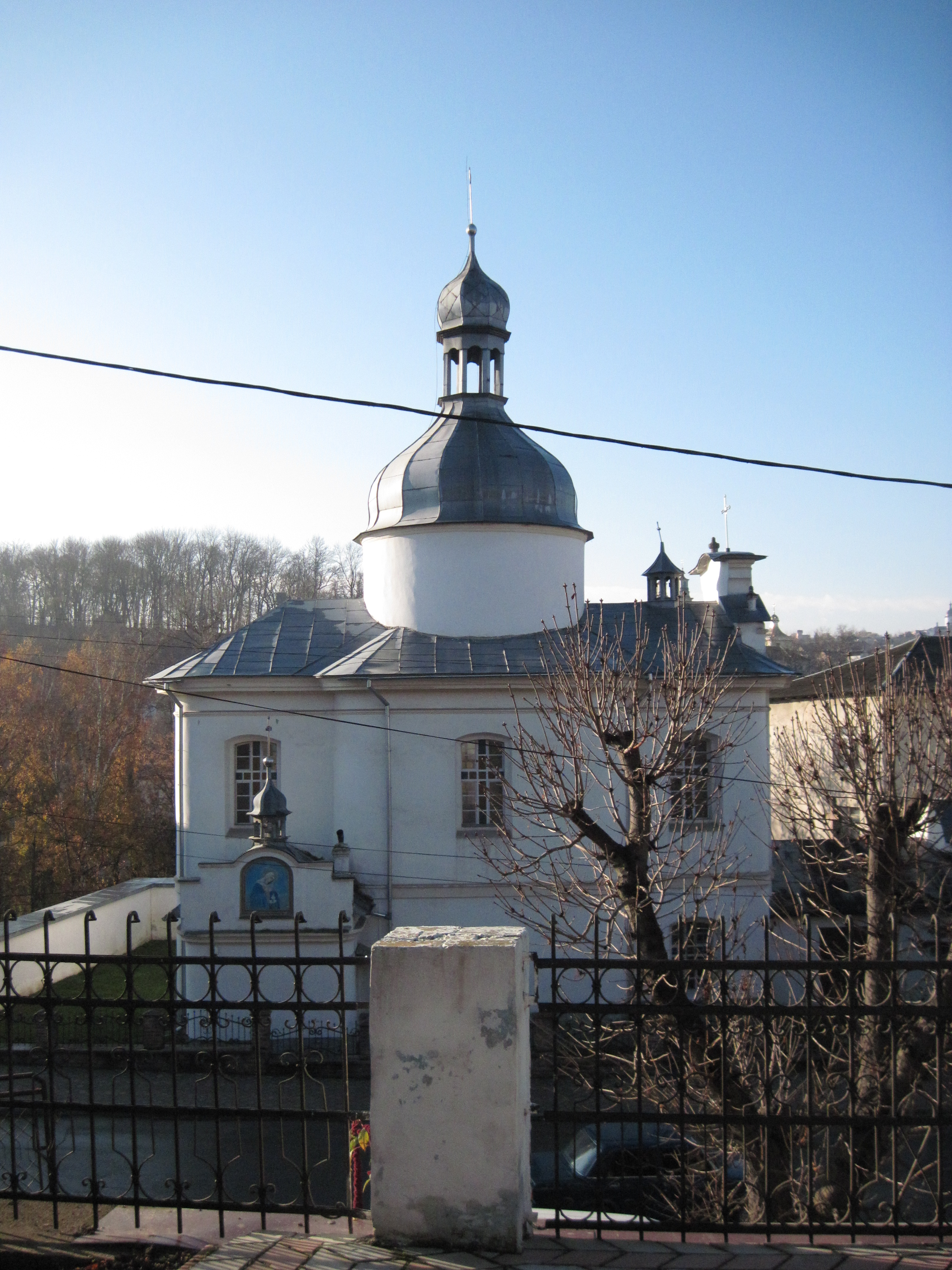
Осінь 2013 р. Вигляд із тераси поліклініки
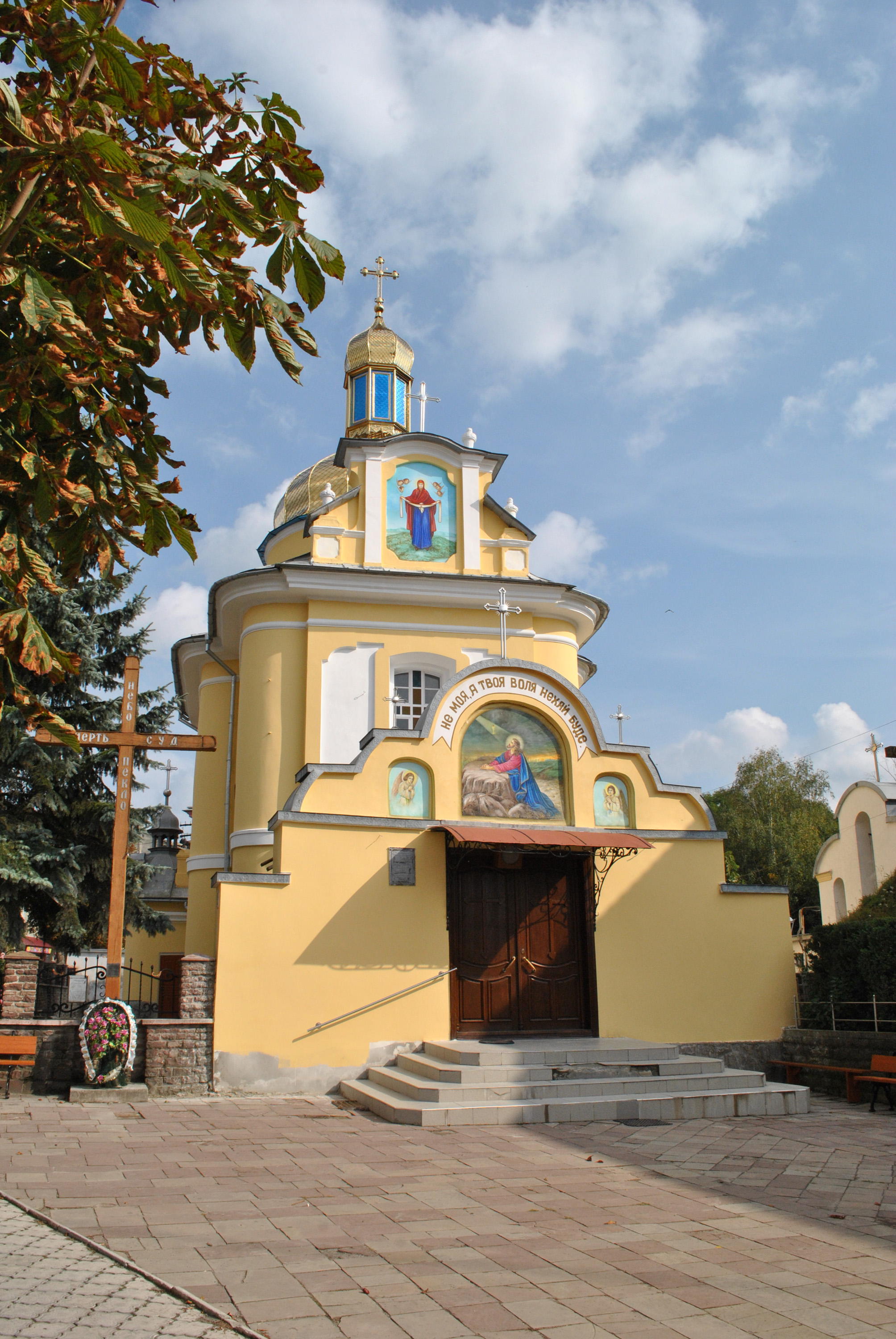
Вересень 2014 р.
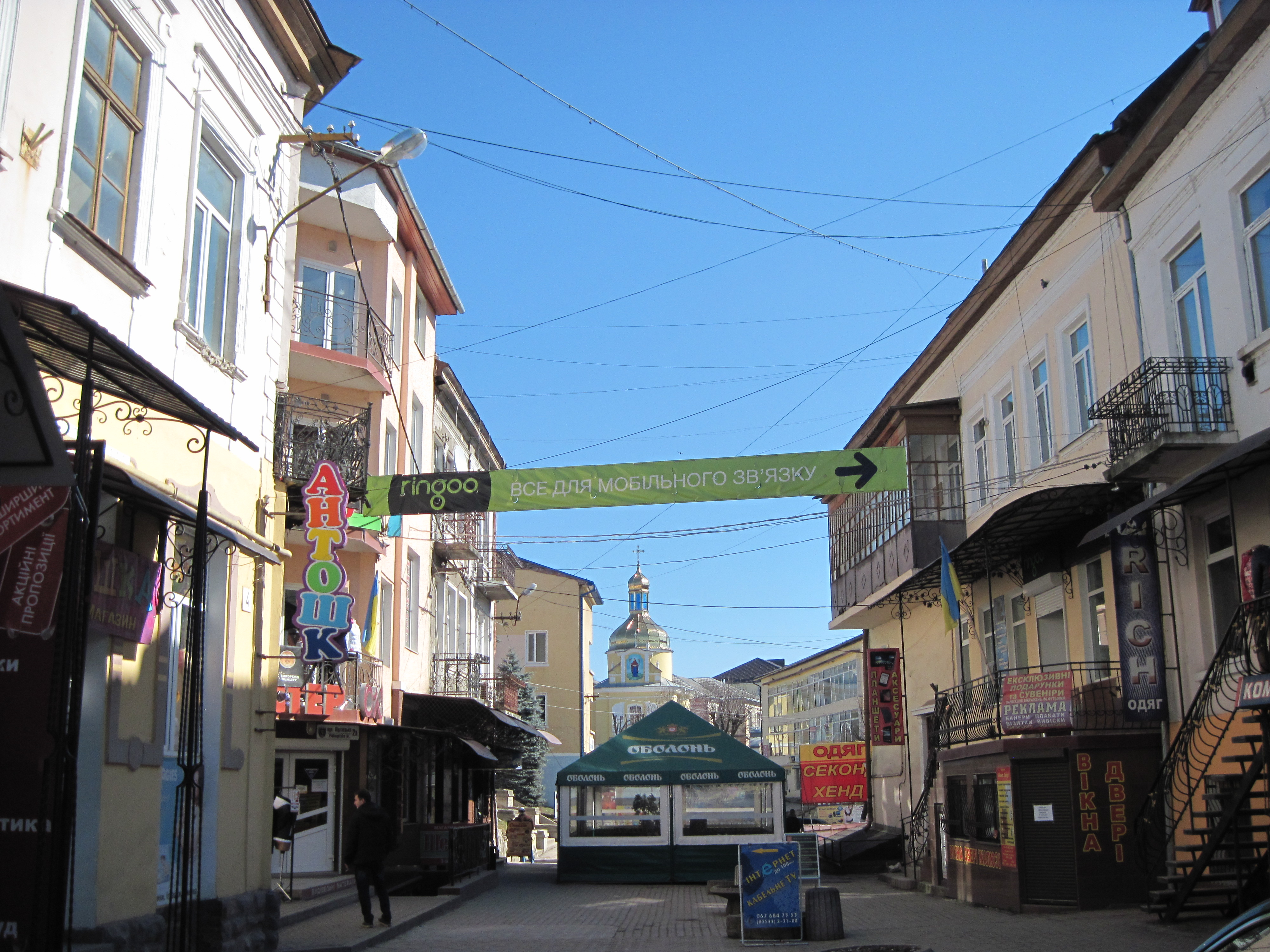
Вигляд на церкву, 2015